# Mibu (Tochigi)

Ubicación de Mibu en la Prefectura de Tochigi.

Mibu (壬生町 Mibu-machi?) es un municipio muy pequeño que está en sur de prefectura de Tochigi (Japón). 